# Premier district congressionnel du Kentucky
Le 1er district congressionnel du Kentucky est un district de l'État américain du Kentucky. Situé dans l'ouest du Kentucky et s'étendant jusqu'au centre du Kentucky, le district comprend Henderson, Hopkinsville, Madisonville, Paducah, Murray et Frankfort. Le district est représenté par le Républicain James Comer qui a remporté une élection spéciale pour occuper le siège du Représentant Ed Whitfield qui a démissionné en septembre 2016. Comer a également remporté l'élection pour le mandat régulier à compter du 3 janvier 2017.

## Caractéristiques
| Registre des affiliations politique à Octobre 2023 | Registre des affiliations politique à Octobre 2023 | Registre des affiliations politique à Octobre 2023 | Registre des affiliations politique à Octobre 2023 |
| Parti                                              | Parti                                              | Nombre de votants                                  | %                                                  |
| -------------------------------------------------- | -------------------------------------------------- | -------------------------------------------------- | -------------------------------------------------- |
|                                                    | Républicain                                        | 270 824                                            | 47,31                                              |
|                                                    | Démocrate                                          | 251 444                                            | 43,92                                              |
|                                                    | Autres                                             | 30 618                                             | 5,35                                               |
|                                                    | Indépendant                                        | 19 591                                             | 3,42                                               |
| Total                                              | Total                                              | 572 477                                            | 100 %                                              |

Jusqu'au 1er janvier 2006, le Kentucky n'a pas suivi l'affiliation à un parti pour les électeurs inscrits qui n'étaient ni Démocrate ni Républicain. La carte d'inscription des électeurs du Kentucky ne répertorie explicitement rien d'autre que le Parti Démocrate, le Parti Républicain ou Autre, l'option «Autre» ayant une ligne vide et aucune instruction sur la façon de s'inscrire comme autre chose.

## Géographie
| #   | Comté      | Siège          | Population |
| --- | ---------- | -------------- | ---------- |
| 1   | Adair      | Columbia       | 19 264     |
| 3   | Allen      | Scottsville    | 21 788     |
| 5   | Anderson   | Lawrenceburg   | 24 613     |
| 7   | Ballard    | Wickliffe      | 7582       |
| 21  | Boyle      | Danville       | 30 988     |
| 33  | Caldwell   | Princeton      | 12 551     |
| 35  | Calloway   | Murray         | 38 280     |
| 39  | Carlisle   | Bardwell       | 4704       |
| 45  | Casey      | Liberty        | 15 918     |
| 47  | Christian  | Hopkinsville   | 72 032     |
| 53  | Clinton    | Albany         | 9148       |
| 55  | Crittenden | Marion         | 8974       |
| 57  | Cumberland | Burkesville    | 6000       |
| 73  | Franklin   | Frankfort      | 51 644     |
| 75  | Fulton     | Hickman        | 6338       |
| 83  | Graves     | Mayfield       | 36 461     |
| 101 | Henderson  | Henderson      | 44 119     |
| 105 | Hickman    | Clinton        | 4447       |
| 107 | Hopkins    | Madisonville   | 44 929     |
| 139 | Livingston | Smithland      | 8892       |
| 141 | Logan      | Russellville   | 28 283     |
| 143 | Lyon       | Eddyville      | 9187       |
| 145 | McCracken  | Paducah        | 67 428     |
| 155 | Marion     | Lebanon        | 19 834     |
| 157 | Marshall   | Benton         | 31 744     |
| 169 | Metcalfe   | Edmonton       | 10 482     |
| 171 | Monroe     | Tompkinsville  | 11 306     |
| 207 | Russell    | Jamestown      | 18 279     |
| 213 | Simpson    | Franklin       | 20 195     |
| 217 | Taylor     | Campbellsville | 26 443     |
| 219 | Todd       | Elkton         | 12 494     |
| 221 | Trigg      | Cadiz          | 14 369     |
| 225 | Union      | Morganfield    | 13 106     |
| 229 | Washington | Springfield    | 12 267     |
| 233 | Webster    | Dixon          | 12 726     |

### Villes de 10 000 habitants ou plus
- Hopkinsville - 30 927
- Frankfort - 28 391
- Henderson - 27 697
- Paducah - 27 205
- Madisonville - 19 214
- Murray - 17 522
- Danville - 17 303
- Campbellsville - 11 599
- Franklin - 10 344

### Villes de 2 500 - 10 000 habitants
- Mayfield - 9 894
- Oak Grove - 7 997
- Russellville - 7 282
- Lebanon - 6 436
- Princeton - 6 210
- Columbia - 4 846
- Hendron - 4 774
- Benton - 4 762
- Massac - 4 635
- Reidland - 4 526
- Scottsville - 4 433
- Farley - 4 374
- Morganfield - 3 166
- Marion - 2 900
- Springfield - 2 876
- Providence - 2 819
- Russell Springs - 2 750
- Cadix - 2 716
- Calvert City - 2 517

## Historique de vote
| Année | Poste             | Résultats                 |
| ----- | ----------------- | ------------------------- |
| 2000  | Président         | Bush 58,0 % - 40,0 %      |
| 2004  | Président         | Bush 63,0 % - 36,0 %      |
| 2008  | Président         | McCain 62,0 % - 37,0 %    |
| 2012  | Président         | Romney 66,0 % - 32,0 %    |
| 2016  | Président         | Trump 70,0 % - 26,0 %     |
| 2016  | Sénat             | Paul 64,0 % - 36,0 %      |
| 2019  | Gouverneur        | Bevin 57,0 % - 41,0 %     |
| 2019  | Procureur Général | Cameron 65,0 % - 35,0 %   |
| 2020  | Président         | Trump 71,0 % - 28,0 %     |
| 2020  | Sénat             | McConnell 65,0 % - 31,0 % |
| 2022  | Sénat             | Paul 71,0 % - 29,0 %      |
| 2023  | Gouverneur        | Cameron 56,0 % - 44,0 %   |

## Liste des Représentants du district
| Membre                              | Parti                         | Années                             | Congrès     | Histoire électorale | Zone géographique |
| ----------------------------------- | ----------------------------- | ---------------------------------- | ----------- | --- | --- |
| District établit le 9 novembre 1792 |                               |                                    |             | | |
| Christopher Greenup (en)            | Anti-Administration           | 9 novembre 1792 - 3 mars 1795      | 2e - 4e     | Élu le 7 septembre 1792. Réélu en 1793. Réélu en 1795. Retrait. | 1792 – 1803 « District Sud » : Jefferson, Lincoln, Madison, Mercer, Nelson, Shelby et Washington Ajouté en 1797 : Green, Hardin et Logan Ajouté en 1799 : Barren, Bullitt, Christian, Cumberland, Garrard, Henderson, Henry, Livingston, Muhlenberg, Ohio, Pulaski et Warren Ajouté en 1801 : Breckinridge, Knox et Wayne. |
| Christopher Greenup (en)            | Républicain-Démocrate         | 4 mars 1795 - 3 mars 1797          | 2e - 4e     | Élu le 7 septembre 1792. Réélu en 1793. Réélu en 1795. Retrait. | 1792 – 1803 « District Sud » : Jefferson, Lincoln, Madison, Mercer, Nelson, Shelby et Washington Ajouté en 1797 : Green, Hardin et Logan Ajouté en 1799 : Barren, Bullitt, Christian, Cumberland, Garrard, Henderson, Henry, Livingston, Muhlenberg, Ohio, Pulaski et Warren Ajouté en 1801 : Breckinridge, Knox et Wayne. |
| Thomas T. Davis (en)                | Républicain-Démocrate         | 4 mars 1797 - 3 mars 1803          | 5e - 7e     | Élu en 1797. Réélu en 1799. Réélu en 1801. Retrait. | 1792 – 1803 « District Sud » : Jefferson, Lincoln, Madison, Mercer, Nelson, Shelby et Washington Ajouté en 1797 : Green, Hardin et Logan Ajouté en 1799 : Barren, Bullitt, Christian, Cumberland, Garrard, Henderson, Henry, Livingston, Muhlenberg, Ohio, Pulaski et Warren Ajouté en 1801 : Breckinridge, Knox et Wayne. |
| Matthew Lyon (en)                   | Républicain-Démocrate         | 4 mars 1803 - 3 mars 1811          | 8e - 11e    | Élu en 1803. Réélu en 1804. Réélu en 1806. Réélu en 1808. Perd sa réélection. | 1803 – 1813 Adair, Barren, Christian, Cumberland, Henderson, Livingston, Logan, Muhlenberg, Ohio, Pulaski, Warren et Wayne. |
| Anthony New (en)                    | Républicain-Démocrate         | 4 mars 1811 - 3 mars 1813          | 12e         | Élu en 1810. Redécoupage vers le 5e district et retrait. | 1803 – 1813 Adair, Barren, Christian, Cumberland, Henderson, Livingston, Logan, Muhlenberg, Ohio, Pulaski, Warren et Wayne. |
| James Clark                         | Républicain-Démocrate         | 4 mars 1813 - août 1816            | 13e , 14e   | Élu en 1812. Réélu en 1814. Quitte son mandat le 8 avril 1816. Démissionne quelque part avant août 1816.                                                                                   | 1813 – 1823 Bath, Clark, Estill, Fleming, Floyd, Greenup et Montgomery. |
| Vacant                              | Vacant                        | août 1816 - 2 décembre 1816        | 14e         | | 1813 – 1823 Bath, Clark, Estill, Fleming, Floyd, Greenup et Montgomery. |
| Thomas Fletcher (en)                | Républicain-Démocrate         | 2 décembre 1816 - 3 mars 1817      | 14e         | Élu pour terminer le mandat de Clark. Retrait. | 1813 – 1823 Bath, Clark, Estill, Fleming, Floyd, Greenup et Montgomery. |
| David Trimble (en)                  | Républicain-Démocrate         | 4 mars 1817 - 3 mars 1825          | 15e - 19e   | Élu en 1816. Réélu en 1818. Réélu en 1820. Réélu en 1822. Réélu en 1824. Perd sa réélection.                                                                                               | 1813 – 1823 Bath, Clark, Estill, Fleming, Floyd, Greenup et Montgomery. |
| David Trimble (en)                  | Républicain-Démocrate         | 4 mars 1817 - 3 mars 1825          | 15e - 19e   | Élu en 1816. Réélu en 1818. Réélu en 1820. Réélu en 1822. Réélu en 1824. Perd sa réélection.                                                                                               | 1823 – 1833 Bath, Fleming, Floyd, Greenup, Lawrence, Lewis, Montgomery et Pike. |
| David Trimble (en)                  | Anti-Jacksonien               | 4 mars 1825 - 3 mars 1827          | 15e - 19e   | Élu en 1816. Réélu en 1818. Réélu en 1820. Réélu en 1822. Réélu en 1824. Perd sa réélection.                                                                                               | |
| Henry Daniel (en)                   | Jacksonien (en)               | 4 mars 1827 - 3 mars 1833          | 20e - 22e   | Élu en 1827. Réélu en 1829. Réélu en 1831. Perd sa réélection. | |
| Chittenden Lyon (en)                | Jacksonien (en)               | 4 mars 1833 - 3 mars 1835          | 23e         | Redécoupage depuis le 12e district et réélu en 1833. Retrait. | 1833 – 1843 |
| Linn Boyd                           | Jacksonien (en)               | 4 mars 1835 - 3 mars 1837          | 24e         | Élu en 1835. Perd sa réélection. | 1833 – 1843 |
| John L. Murray (en)                 | Démocrate                     | 4 mars 1837 - 3 mars 1839          | 25e         | Élu en 1837. Retrait. | 1833 – 1843 |
| Linn Boyd                           | Démocrate                     | 4 mars 1839 - 3 mars 1855          | 26e - 33e   | Élu en 1839. Réélu en 1841. Réélu en 1843. Réélu en 1845. Réélu en 1847. Réélu en 1849. Réélu en 1851. Réélu en 1853. Retrait.                                                             | 1833 – 1843 |
| 1843 – 1853                         |                               |                                    | 26e - 33e   | Élu en 1839. Réélu en 1841. Réélu en 1843. Réélu en 1845. Réélu en 1847. Réélu en 1849. Réélu en 1851. Réélu en 1853. Retrait.                                                             | |
| 1853 – 1863                         |                               |                                    | 26e - 33e   | Élu en 1839. Réélu en 1841. Réélu en 1843. Réélu en 1845. Réélu en 1847. Réélu en 1849. Réélu en 1851. Réélu en 1853. Retrait.                                                             | |
| Henry C. Burnett                    | Démocrate                     | 4 mars 1855 - 3 décembre 1861      | 34e - 37e   | Élu en 1855. Réélu en 1857. Réélu en 1859. Réélu en 1861. Exclu dû à sa collaboration avec les États Confédérés.                                                                           | |
| Vacant                              | Vacant                        | 3 décembre 1861 - 10 mars 1862     | 37e         | | |
| Samuel L. Casey (en)                | Unioniste                     | 10 mars 1862 - 3 mars 1863         | 37e         | Élu pour terminer le mandat de Burnett. Retrait. | |
| Lucien Anderson (en)                | Unioniste Inconditionnel (en) | 4 mars 1863 - 3 mars 1865          | 38e         | Élu en 1863. Retrait. | 1863 – 1873 |
| Lawrence S. Trimble (en)            | Démocrate                     | 4 mars 1865 - 3 mars 1871          | 39e - 41e   | Élu en 1865. Réélu en 1867. Réélu en 1868. Perd sa renomination. | 1863 – 1873 |
| Edward Crossland (en)               | Démocrate                     | 4 mars 1871 - 3 mars 1875          | 42e , 43e   | Élu en 1870. Réélu en 1872. Retrait. | 1863 – 1873 |
| 1873 – 1883                         |                               |                                    | 42e , 43e   | Élu en 1870. Réélu en 1872. Retrait. | |
| Andrew Boone (en)                   | Démocrate                     | 4 mars 1875 - 3 mars 1879          | 44e , 45e   | Élu en 1874. Réélu en 1876. Retrait. | |
| Oscar Turner (en)                   | Démocrate Indépendant (en)    | 4 mars 1879 - 3 mars 1881          | 46e - 48e   | Élu en 1878. Réélu en 1880. Réélu en 1882. Retrait. | |
| Oscar Turner (en)                   | Démocrate                     | 4 mars 1881 - 3 mars 1883          | 46e - 48e   | Élu en 1878. Réélu en 1880. Réélu en 1882. Retrait. | |
| Oscar Turner (en)                   | Démocrate Indépendant (en)    | 4 mars 1883 - 3 mars 1885          | 46e - 48e   | Élu en 1878. Réélu en 1880. Réélu en 1882. Retrait. | 1883 – 1893 |
| William J. Stone (en)               | Démocrate                     | 4 mars 1885 - 3 mars 1895          | 49e - 53e   | Élu en 1884. Réélu en 1886. Réélu en 1888. Réélu en 1890. Réélu en 1892. Retrait. | 1883 – 1893 |
| 1893 – 1903                         |                               |                                    | 49e - 53e   | Élu en 1884. Réélu en 1886. Réélu en 1888. Réélu en 1890. Réélu en 1892. Retrait. | |
| John K. Hendrick (en)               | Démocrate                     | 4 mars 1895 - 3 mars 1897          | 54e         | Élu en 1894. Perd sa renomination. | |
| Charles K. Wheeler (en)             | Démocrate                     | 4 mars 1897 - 3 mars 1903          | 55e - 57e   | Élu en 1896. Réélu en 1898. Réélu en 1900. Retrait. | |
| Ollie M. James (en)                 | Démocrate                     | 4 mars 1903 - 3 mars 1913          | 58e - 62e   | Élu en 1902. Réélu en 1904. Réélu en 1906. Réélu en 1908. Réélu en 1910. Retrait pour se présenter comme Sénateur des États-Unis.                                                          | 1903–1913 |
| Alben W. Barkley                    | Démocrate                     | 4 mars 1913 - 3 mars 1927          | 63e - 69e   | Élu en 1912. Réélu en 1914. Réélu en 1916. Réélu en 1918. Réélu en 1920. Réélu en 1922. Réélu en 1924. Retrait pour se présenter comme Sénateur des États-Unis.                            | 1913 – 1923 |
| 1923 – 1933                         |                               |                                    | 63e - 69e   | Élu en 1912. Réélu en 1914. Réélu en 1916. Réélu en 1918. Réélu en 1920. Réélu en 1922. Réélu en 1924. Retrait pour se présenter comme Sénateur des États-Unis.                            | |
| William Gregory (en)                | Démocrate                     | 4 mars 1927 - 3 mars 1933          | 70e - 72e   | Élu en 1926. Réélu en 1928. Réélu en 1930. Redécoupage vers le district at-large. | |
| District supprimé                   | District supprimé             | 4 mars 1933 - 3 mars 1935          | 73e         | | |
| William V. Gregory (en)             | Démocrate                     | 4 mars 1935 - 10 octobre 1936      | 74e         | Redécoupage depuis le district at-large et réélu en 1934. Décès. | 1933 – 1943 |
| Vacant                              | Vacant                        | 10 octobre 1936 - 3 janvier 1937   | 74e         | | 1933 – 1943 |
| Noble J. Gregory (en)               | Démocrate                     | 3 janvier 1937 - 3 janvier 1959    | 75e - 85e   | Élu en 1936. Réélu en 1938. Réélu en 1940. Réélu en 1942. Réélu en 1944. Réélu en 1946. Réélu en 1948. Réélu en 1950. Réélu en 1952. Réélu en 1954. Réélu en 1956. Perd sa renomination.   | 1933 – 1943 |
| 1943 – 1953                         |                               |                                    | 75e - 85e   | Élu en 1936. Réélu en 1938. Réélu en 1940. Réélu en 1942. Réélu en 1944. Réélu en 1946. Réélu en 1948. Réélu en 1950. Réélu en 1952. Réélu en 1954. Réélu en 1956. Perd sa renomination.   | |
| 1953 – 1963                         |                               |                                    | 75e - 85e   | Élu en 1936. Réélu en 1938. Réélu en 1940. Réélu en 1942. Réélu en 1944. Réélu en 1946. Réélu en 1948. Réélu en 1950. Réélu en 1952. Réélu en 1954. Réélu en 1956. Perd sa renomination.   | |
| (en)                                | Démocrate                     | 3 janvier 1959 - 31 décembre 1974  | 86e - 93e   | Élu en 1958. Réélu en 1960. Réélu en 1962. Réélu en 1964. Réélu en 1966. Réélu en 1968. Réélu en 1970. Réélu en 1972. Perd sa renomination et démissionne.                                 | |
| 1963 – 1973                         |                               |                                    | 86e - 93e   | Élu en 1958. Réélu en 1960. Réélu en 1962. Réélu en 1964. Réélu en 1966. Réélu en 1968. Réélu en 1970. Réélu en 1972. Perd sa renomination et démissionne.                                 | |
| 1973 – 1983                         |                               |                                    | 86e - 93e   | Élu en 1958. Réélu en 1960. Réélu en 1962. Réélu en 1964. Réélu en 1966. Réélu en 1968. Réélu en 1970. Réélu en 1972. Perd sa renomination et démissionne.                                 | |
| Vacant                              | Vacant                        | 31 décembre 1974 - 3 janvier 1975  | 93e         | | |
| Carroll Hubbard (en)                | Démocrate                     | 3 janvier 1975 - 3 janvier 1993    | 94e - 102e  | Élu en 1974. Réélu en 1976. Réélu en 1978. Réélu en 1980. Réélu en 1982. Réélu en 1984. Réélu en 1986. Réélu en 1988. Réélu en 1990. Perd sa renomination.                                 | |
| 1983 – 1993                         |                               |                                    | 94e - 102e  | Élu en 1974. Réélu en 1976. Réélu en 1978. Réélu en 1980. Réélu en 1982. Réélu en 1984. Réélu en 1986. Réélu en 1988. Réélu en 1990. Perd sa renomination.                                 | |
| Tom Barlow (en)                     | Démocrate                     | 3 janvier 1993 - 3 janvier 1995    | 103e        | Élu en 1992. Perd sa réélection. | 1993 – 2003 |
| Ed Whitfield                        | Républicain                   | 3 janvier 1995 - 6 septembre 2016  | 104e - 114e | Élu en 1994. Réélu en 1996. Réélu en 1998. Réélu en 2000. Réélu en 2002. Réélu en 2004. Réélu en 2006. Réélu en 2008. Réélu en 2010. Réélu en 2012. Réélu en 2014. Retrait et démissionne. | 1993 – 2003 |
| Ed Whitfield                        | Républicain                   | 3 janvier 1995 - 6 septembre 2016  | 104e - 114e | Élu en 1994. Réélu en 1996. Réélu en 1998. Réélu en 2000. Réélu en 2002. Réélu en 2004. Réélu en 2006. Réélu en 2008. Réélu en 2010. Réélu en 2012. Réélu en 2014. Retrait et démissionne. | 2003 – 2013 |
| Ed Whitfield                        | Républicain                   | 3 janvier 1995 - 6 septembre 2016  | 104e - 114e | Élu en 1994. Réélu en 1996. Réélu en 1998. Réélu en 2000. Réélu en 2002. Réélu en 2004. Réélu en 2006. Réélu en 2008. Réélu en 2010. Réélu en 2012. Réélu en 2014. Retrait et démissionne. | 2013–2023 Adair, Allen, Ballard, Caldwell, Calloway, Carlisle, Casey, Christian, Clinton, Crittenden, Cumberland, Fulton, Graves, Henderson, Hickman, Hopkins, Livingston, Logan, Lyon, Marshall, Marion, McCracken, McLean, Metcalfe, Monroe, Muhlenberg, Ohio, Russell, Simpson, Taylor, Todd, Trigg, Union et Webster.  |
| Vacant                              | Vacant                        | 6 septembre 2016 - 8 novembre 2016 | 114e        | | |
| James Comer                         | Républicain                   | 8 novembre 2016 - Présent          | 114e - 119e | Élu pour terminer le mandat de Whitfield. Également élu pour le mandat de 2016. Réélu en 2018. Réélu en 2020. Réélu en 2022. Réélu en 2024.                                                | |
| James Comer                         | Républicain                   | 8 novembre 2016 - Présent          | 114e - 119e | Élu pour terminer le mandat de Whitfield. Également élu pour le mandat de 2016. Réélu en 2018. Réélu en 2020. Réélu en 2022. Réélu en 2024.                                                | 2023–Présent |

## Résultats des récentes élections
Voici les résultats des dix précédents cycles électoraux dans le district.

### 2004
| Élection de 2004 du 1er district congressionnel du Kentucky | Élection de 2004 du 1er district congressionnel du Kentucky | Élection de 2004 du 1er district congressionnel du Kentucky | Élection de 2004 du 1er district congressionnel du Kentucky | Élection de 2004 du 1er district congressionnel du Kentucky |
| ----------------------------------------------------------- | ----------------------------------------------------------- | ----------------------------------------------------------- | ----------------------------------------------------------- | ----------------------------------------------------------- |
| Parti                                                       | Parti                                                       | Candidat                                                    | Votes                                                       | %                                                           |
|                                                             | Républicain                                                 | Ed Whitfield (sortant)                                      | 175 972                                                     | 67,37                                                       |
|                                                             | Démocrate                                                   | Billy Cartwright                                            | 85 229                                                      | 32,63                                                       |
| Total des votes                                             | Total des votes                                             | Total des votes                                             | 261 201                                                     | 100 %                                                       |
|                                                             | Les Républicains conservent                                 |                                                             |                                                             |                                                             |

### 2006
| Élection de 2006 du 1er district congressionnel du Kentucky | Élection de 2006 du 1er district congressionnel du Kentucky | Élection de 2006 du 1er district congressionnel du Kentucky | Élection de 2006 du 1er district congressionnel du Kentucky | Élection de 2006 du 1er district congressionnel du Kentucky |
| ----------------------------------------------------------- | ----------------------------------------------------------- | ----------------------------------------------------------- | ----------------------------------------------------------- | ----------------------------------------------------------- |
| Parti                                                       | Parti                                                       | Candidat                                                    | Votes                                                       | %                                                           |
|                                                             | Républicain                                                 | Ed Whitfield (sortant)                                      | 123 618                                                     | 59,58                                                       |
|                                                             | Démocrate                                                   | Tom Barlow                                                  | 83 865                                                      | 40,42                                                       |
| Total des votes                                             | Total des votes                                             | Total des votes                                             | 207 483                                                     | 100 %                                                       |
|                                                             | Les Républicains conservent                                 |                                                             |                                                             |                                                             |

### 2008
| Élection de 2008 du 1er district congressionnel du Kentucky | Élection de 2008 du 1er district congressionnel du Kentucky | Élection de 2008 du 1er district congressionnel du Kentucky | Élection de 2008 du 1er district congressionnel du Kentucky | Élection de 2008 du 1er district congressionnel du Kentucky |
| ----------------------------------------------------------- | ----------------------------------------------------------- | ----------------------------------------------------------- | ----------------------------------------------------------- | ----------------------------------------------------------- |
| Parti                                                       | Parti                                                       | Candidat                                                    | Votes                                                       | %                                                           |
|                                                             | Républicain                                                 | Ed Whitfield (sortant)                                      | 178 107                                                     | 64,35                                                       |
|                                                             | Démocrate                                                   | Heather Ryan                                                | 98 674                                                      | 35,65                                                       |
| Total des votes                                             | Total des votes                                             | Total des votes                                             | 276 781                                                     | 100 %                                                       |
|                                                             | Les Républicains conservent                                 |                                                             |                                                             |                                                             |

### 2010
| Élection de 2010 du 1er district congressionnel du Kentucky | Élection de 2010 du 1er district congressionnel du Kentucky | Élection de 2010 du 1er district congressionnel du Kentucky | Élection de 2010 du 1er district congressionnel du Kentucky | Élection de 2010 du 1er district congressionnel du Kentucky |
| ----------------------------------------------------------- | ----------------------------------------------------------- | ----------------------------------------------------------- | ----------------------------------------------------------- | ----------------------------------------------------------- |
| Parti                                                       | Parti                                                       | Candidat                                                    | Votes                                                       | %                                                           |
|                                                             | Républicain                                                 | Ed Whitfield (sortant)                                      | 153 519                                                     | 71,25                                                       |
|                                                             | Démocrate                                                   | Charles K. Hatchett                                         | 61 690                                                      | 28,75                                                       |
| Total des votes                                             | Total des votes                                             | Total des votes                                             | 215 209                                                     | 100 %                                                       |
|                                                             | Les Républicains conservent                                 |                                                             |                                                             |                                                             |

### 2012
| Élection de 2012 du 1er district congressionnel du Kentucky | Élection de 2012 du 1er district congressionnel du Kentucky | Élection de 2012 du 1er district congressionnel du Kentucky | Élection de 2012 du 1er district congressionnel du Kentucky | Élection de 2012 du 1er district congressionnel du Kentucky |
| ----------------------------------------------------------- | ----------------------------------------------------------- | ----------------------------------------------------------- | ----------------------------------------------------------- | ----------------------------------------------------------- |
| Parti                                                       | Parti                                                       | Candidat                                                    | Votes                                                       | %                                                           |
|                                                             | Républicain                                                 | Ed Whitfield (sortant)                                      | 199 956                                                     | 69,63                                                       |
|                                                             | Démocrate                                                   | Charles K. Hatchett                                         | 87 199                                                      | 30,37                                                       |
| Total des votes                                             | Total des votes                                             | Total des votes                                             | 287 155                                                     | 100 %                                                       |
|                                                             | Les Républicains conservent                                 |                                                             |                                                             |                                                             |

### 2014
| Élection de 2014 du 1er district congressionnel du Kentucky | Élection de 2014 du 1er district congressionnel du Kentucky | Élection de 2014 du 1er district congressionnel du Kentucky | Élection de 2014 du 1er district congressionnel du Kentucky | Élection de 2014 du 1er district congressionnel du Kentucky |
| ----------------------------------------------------------- | ----------------------------------------------------------- | ----------------------------------------------------------- | ----------------------------------------------------------- | ----------------------------------------------------------- |
| Parti                                                       | Parti                                                       | Candidat                                                    | Votes                                                       | %                                                           |
|                                                             | Républicain                                                 | Ed Whitfield (sortant)                                      | 173 022                                                     | 73,1                                                        |
|                                                             | Démocrate                                                   | Charles Kendall Hatchett                                    | 63 596                                                      | 26,9                                                        |
| Total des votes                                             | Total des votes                                             | Total des votes                                             | 236 618                                                     | 100 %                                                       |
|                                                             | Les Républicains conservent                                 |                                                             |                                                             |                                                             |

### 2016
| Élection de 2016 du 1er district congressionnel du Kentucky | Élection de 2016 du 1er district congressionnel du Kentucky | Élection de 2016 du 1er district congressionnel du Kentucky | Élection de 2016 du 1er district congressionnel du Kentucky | Élection de 2016 du 1er district congressionnel du Kentucky |
| ----------------------------------------------------------- | ----------------------------------------------------------- | ----------------------------------------------------------- | ----------------------------------------------------------- | ----------------------------------------------------------- |
| Parti                                                       | Parti                                                       | Candidat                                                    | Votes                                                       | %                                                           |
|                                                             | Républicain                                                 | James Comer                                                 | 216 959                                                     | 72,6                                                        |
|                                                             | Démocrate                                                   | Sam Gaskins                                                 | 81 710                                                      | 27,3                                                        |
|                                                             | Indépendant                                                 | Terry McIntosh (write-in)                                   | 332                                                         | 0,1                                                         |
| Total des votes                                             | Total des votes                                             | Total des votes                                             | 299 001                                                     | 100 %                                                       |
|                                                             | Les Républicains conservent                                 |                                                             |                                                             |                                                             |

### 2018
| Élection de 2018 du 1er district congressionnel du Kentucky | Élection de 2018 du 1er district congressionnel du Kentucky | Élection de 2018 du 1er district congressionnel du Kentucky | Élection de 2018 du 1er district congressionnel du Kentucky | Élection de 2018 du 1er district congressionnel du Kentucky |
| ----------------------------------------------------------- | ----------------------------------------------------------- | ----------------------------------------------------------- | ----------------------------------------------------------- | ----------------------------------------------------------- |
| Parti                                                       | Parti                                                       | Candidat                                                    | Votes                                                       | %                                                           |
|                                                             | Républicain                                                 | James Comer (sortant)                                       | 172 167                                                     | 68,6                                                        |
|                                                             | Démocrate                                                   | Paul Walker                                                 | 78 849                                                      | 31,4                                                        |
| Total des votes                                             | Total des votes                                             | Total des votes                                             | 251 016                                                     | 100 %                                                       |
|                                                             | Les Républicains conservent                                 |                                                             |                                                             |                                                             |

### 2020
| Élection de 2020 du 1er district congressionnel du Kentucky | Élection de 2020 du 1er district congressionnel du Kentucky | Élection de 2020 du 1er district congressionnel du Kentucky | Élection de 2020 du 1er district congressionnel du Kentucky | Élection de 2020 du 1er district congressionnel du Kentucky |
| ----------------------------------------------------------- | ----------------------------------------------------------- | ----------------------------------------------------------- | ----------------------------------------------------------- | ----------------------------------------------------------- |
| Parti                                                       | Parti                                                       | Candidat                                                    | Votes                                                       | %                                                           |
|                                                             | Républicain                                                 | James Comer (sortant)                                       | 246 329                                                     | 75,0                                                        |
|                                                             | Démocrate                                                   | James Rhodes                                                | 82 141                                                      | 25,0                                                        |
| Total des votes                                             | Total des votes                                             | Total des votes                                             | 328 470                                                     | 100 %                                                       |
|                                                             | Les Républicains conservent                                 |                                                             |                                                             |                                                             |

### 2022
Les Primaires Démocrates et Républicaines ont été annulées. James Comer Jr. (R-Sortant) et Jimmy Ausbrooks (D) avancent vers l'Élection Générale.
| Élection de 2022 du 1er district congressionnel du Kentucky | Élection de 2022 du 1er district congressionnel du Kentucky | Élection de 2022 du 1er district congressionnel du Kentucky | Élection de 2022 du 1er district congressionnel du Kentucky | Élection de 2022 du 1er district congressionnel du Kentucky |
| ----------------------------------------------------------- | ----------------------------------------------------------- | ----------------------------------------------------------- | ----------------------------------------------------------- | ----------------------------------------------------------- |
| Parti                                                       | Parti                                                       | Candidat                                                    | Votes                                                       | %                                                           |
|                                                             | Républicain                                                 | James Comer (sortant)                                       | 184 157                                                     | 74,9                                                        |
|                                                             | Démocrate                                                   | Jimmy Ausbrooks                                             | 61 701                                                      | 25,1                                                        |
| Total des votes                                             | Total des votes                                             | Total des votes                                             | 245 858                                                     | 100%                                                        |
|                                                             | Les Républicains conservent                                 |                                                             |                                                             |                                                             |

### 2024
Les Primaires Démocrates et Républicaines ont été annulées. James Comer Jr. (R-Sortant) et Erin Marshall (D) avancent vers l'Élection Générale.
| Élection de 2024 du 1er district congressionnel du Kentucky | Élection de 2024 du 1er district congressionnel du Kentucky | Élection de 2024 du 1er district congressionnel du Kentucky | Élection de 2024 du 1er district congressionnel du Kentucky | Élection de 2024 du 1er district congressionnel du Kentucky |
| ----------------------------------------------------------- | ----------------------------------------------------------- | ----------------------------------------------------------- | ----------------------------------------------------------- | ----------------------------------------------------------- |
| Parti                                                       | Parti                                                       | Candidat                                                    | Votes                                                       | %                                                           |
|                                                             | Républicain                                                 | James Comer (sortant)                                       | 252 729                                                     | 74,7                                                        |
|                                                             | Démocrate                                                   | Erin Marshall                                               | 85 524                                                      | 25,3                                                        |
| Total des votes                                             | Total des votes                                             | Total des votes                                             | 338 253                                                     | 100 %                                                       |
|                                                             | Les Républicains conservent                                 |                                                             |                                                             |                                                             |